# Robert Pinot
Pour les articles homonymes, voir Pinot.
Pour les articles ayant des titres homophones, voir Pineau et Pinault.

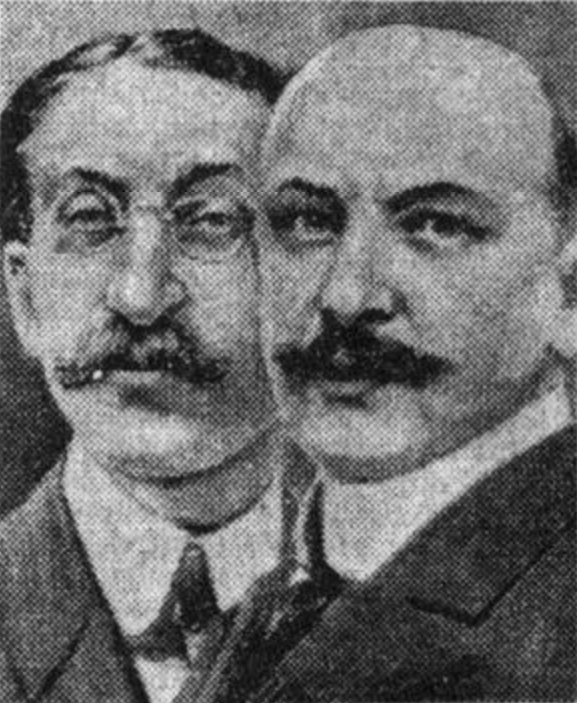
Henri de Peyerimhoff et Robert Pinot dans Le Parisien du 12 juin 1925.

Robert Pinot (28 janvier 1862, Boissy-Saint-Léger - 24 février 1926, Neuilly-sur-Seine), fut secrétaire général du Comité des forges jusqu'en 1924 et le premier président de l'Union des industries métallurgiques et minières (UIMM), dont il est à l'origine de la création et qui devient dans la première moitié du XXe siècle la plus puissante des organisations patronales de France.

## Biographie

### Famille
Robert-Charles-Maurice Pinot naît en 1862. Il est le fils du colonel Charles Léopold Pinot, né en 1823 à Toul et de Louise Guyot de Lisle. Il appartenait à une famille de Lorraine dont la filiation remonte à son trisaïeul, Luc Maurice Pinot, né en 1721, docteur en médecine, et au beau-père de ce dernier, Louis Harmant, médecin ordinaire du duc de Lorraine et conseiller de l'Hôtel de Ville de Nancy. Il épouse le 5 juin 1900, à Saint-Maurice des Lions, Marie-Anne-Clémence Périgord de Villechenon, fille du colonel Hippolyte-Jean Périgord de Villechenon, maire de Saint-Maurice des Lions et de Marie de Tholouze. Ils eurent quatre enfants autorisés par décret du 3 février 1922 à joindre à leur patronyme le nom de leur mère et à s'appeler Pinot Périgord de Villechenon:
- Jacques Charles Marie Jean, (1901-1982) polytechnicien, cadre supérieur dans la sidérurgie.
- Henriette.
- Maurice, Commissaire  aux prisonniers du gouvernement de Vichy, révoqué par Pierre Laval en janvier 1943. Il recruta François Mitterrand avec qui il créa le Rassemblement National des Prisonniers de Guerre, qui deviendra le Mouvement National des Prisonniers de Guerre et Déportés, en mars 1944. François Mitterrand dit de lui "Il appartenait à la haute bourgeoisie et s'appelait de son vrai nom Pinot Périgord de Villechenon"[4].
- Gérard.

### Jeunesse et études
La mort de son père incite Pinot à renoncer à des études à l'École des mines de Paris. Il prépare une licence de droit à l'Institut catholique de Paris et étudie à l’École libre des sciences politiques.

### Parcours professionnel
Il entre au ministère des Finances par concours. En 1899, il devient avocat à la Cour d'appel de Paris.
Revenant à son ancienne école, Pinot est nommé secrétaire de l’École libre des sciences politiques en 1891 par Émile Boutmy. Il y devient professeur en 1893. Il enseigne jusqu'en 1899.
Il dirige le Musée social de 1896 à 1899.
Il devient secrétaire général de la Chambre syndicale des fabricants et constructeurs de matériel pour chemins de fer et tramways en 1899. Il déploie dans cette fonction une activité intense en quelques mois qui incite d’autres professionnels de la métallurgie à constituer leur propre syndicat et à lui demander d’assumer le secrétariat général. Il est ensuite secrétaire général de la Chambre syndicale des constructeurs de navires et machines marines en 1900, puis de la Chambre syndicale des fabricants et constructeurs de matériels de guerre en 1903.
Il devient ensuite le premier secrétaire général de l'Union des industries métallurgiques et minières (UIMM), dont il est à l'origine de la création et qui devient dans la première moitié du XXe siècle la plus puissante des organisations patronales de France.
En 1904, il devient secrétaire général et vice-président-délégué du Comité des forges de France. Il est l'auteur de : "Le Comité des forges de France au service de la Nation (août 1914-novembre 1918)".
Il était le représentant de l'industrie française au Bureau international du travail (BIT) et vice-président du Conseil national économique.